# الدوري البرازيلي الدرجة الثانية
الدوري البرازيلي الدرجة الثانية (بالبرتغالية: Campeonato Brasileiro da Série B‏) هو الدوري الثاني في البرازيل، انشئ الدوري سنة 1971.

## وصلات خارجية
- CBF Confederação Brasileira de Futebol - Brazilian Football Confederation
- RSSSF Brazil links